# 道氏理论
道氏理论（Dow Theory）是一个关于美国股票市场创造财富方式的活动方式理论。

## 理论
道氏理论断言，股票会随市场的趋势同向变化以反映市场趋势和状况。
股票的变化表现为三种趋势：主要趋势、次級反應、日線。
- 主要趋势：持续一年或以上，大部分股票将随大市上升或下跌，大致分為牛市、熊市、區間盤整。
- 次級趋势：与主要趋势完全相反的方向，持续期超过三星期，幅度通常为上次主要趨勢低點到高點的三分之一至三分之二。
- 日線：每日的價格範圍，無法分析，但分析主要趨勢與次級反應，需要靠每個日線的共同組合。